# 大石けいぞう
大石 けいぞう（おおいし けいぞう）は、日本の男性声優。主にアダルトゲームやBLドラマCD等に声をあてている。

## 出演作品
※太字は、主役。

### ゲーム
- 穢翼のユースティア（カイム・アストレア）
- 天色*アイルノーツ（レナード・ウォリック）
- イノセントバレット -the false world-（庵原准次）
- エヴォリミット（不知火義一）
- おねだりシェアメイト（芹沢陽翔[1]）
- オメルタ 〜沈黙の掟〜（霧生礼司）
  - オメルタ CODE:TYCOON（霧生礼司[2]）
- 鬼畜眼鏡（五十嵐太一）
  - 鬼畜眼鏡R（五十嵐太一）
- Si-Nis-Kanto（カルロ[3]）
- すみれの蕾（早坂ムツキ、有馬隼太）
  - すみれの蕾 fan disc 〜ウェディング大作戦〜（早坂ムツキ、有馬隼太）
- 蝶の毒 華の鎖（真島芳樹[4]）
  - 蝶の毒 華の鎖〜幻想夜話〜（真島芳樹[5]）
  - 蝶の毒 華の鎖〜大正艶恋異聞〜（真島芳樹[6]）
- 花色ヘプタグラム（白澤健太）
- 花陰 -堕ちた蜜華-（桐島伊織）
- プリティ☆ウィッチ☆アカデミー!（ユーリ・リンドベルイ）
- PersonA〜オペラ座の怪人〜（オペラ座の怪人）
- RiddleGarden（キース・ランバート）
- With Ribbon（榎戸正勝）

### ドラマCD
- エヴォリミット（不知火義一）
  - 「エヴォリミット」 ドラマCD 「Summer Snow」
- オメルタ 〜沈黙の掟〜 ドラマCD（霧生礼司）
  - Vol.1 霧生編 〜狂犬・霧生礼司の受難
  - Vol.5 藤堂編 〜ミッドナイト・オーダー
- オメルタ CODE：TYCOON ドラマCD（霧生礼司）
  - Vol.6 霧生編 〜掌のアコリエンツァ
  - Vol.8 瑠夏編 〜Secret Mission for You
- 鬼畜眼鏡シリーズ（五十嵐太一）
  - 鬼畜眼鏡ドラマCD -眼鏡非装着盤-
  - 鬼畜眼鏡ドラマCD -眼鏡非装着盤Ⅱ-
- Si-Nis-Kanto（カルロ）
  - 限定ドラマＣＤ『Si-Nis-Kanto』寓話-赤ずきん- ※ステラワース特典
  - 限定ドラマＣＤ『Si-Nis-Kanto』寓話-白雪姫- ※アニメイト特典
  - 共通ドラマＣＤ 『Si-Nis-Kanto』-座談会- ※店舗特典
  - Si－Nis－Kanto ドラマCD Another Story Vol.1
  - Si－Nis－Kanto ドラマCD Another Story Vol.2
  - Si－Nis－Kanto ドラマCD Another Story Vol.3
  - Si－Nis－Kanto ドラマCD Another Story Vol.4
  - Si－Nis－Kanto ドラマCD Another Story Vol.5
  - Si－Nis－Kanto ドラマCD Another Story Vol.6
- すみれの蕾（早坂ムツキ）
  - ドラマCD・ミニドラマ「遠距離★カタヲモイ」（鈴城カナデ＋ムツキ）※メッセサンオー特典
- 蝶の毒 華の鎖（真島芳樹）
  - 蝶の毒 華の鎖 真島モノローグCD「庭師の仕事」※アニメイト特典
  - 蝶の毒 華の鎖～幻想夜話～店舗特典ドラマCD『甘い檻』※ステラワース特典
- 花陰 -堕ちた蜜華-シリーズ（桐島伊織）
  - 花陰 -堕ちた蜜華- 陽炎
  - 花陰 -堕ちた蜜華- 宵月
- PersonA〜オペラ座の怪人〜（オペラ座の怪人）
  - ドラマCD「誰にも渡さない（怪人vsフィリップ）」「狂気の薔薇（怪人vsリシャール）」
  - 囁きボイスCD　※コミコミ特典